# Прапор Коломийського району
Пра́пор Коломи́йського райо́ну являє собою прямокутне темно-синє полотнище із співвідношенням сторін 2:3, у центрі — герб із золотою облямівкою, увінчаний районною короною (висота щита дорівнює 1/2 ширини прапора, а разом з короною — 2/3 ширини прапора).
Автор проекту прапора  — А. Гречило.